# Critical Art Ensemble

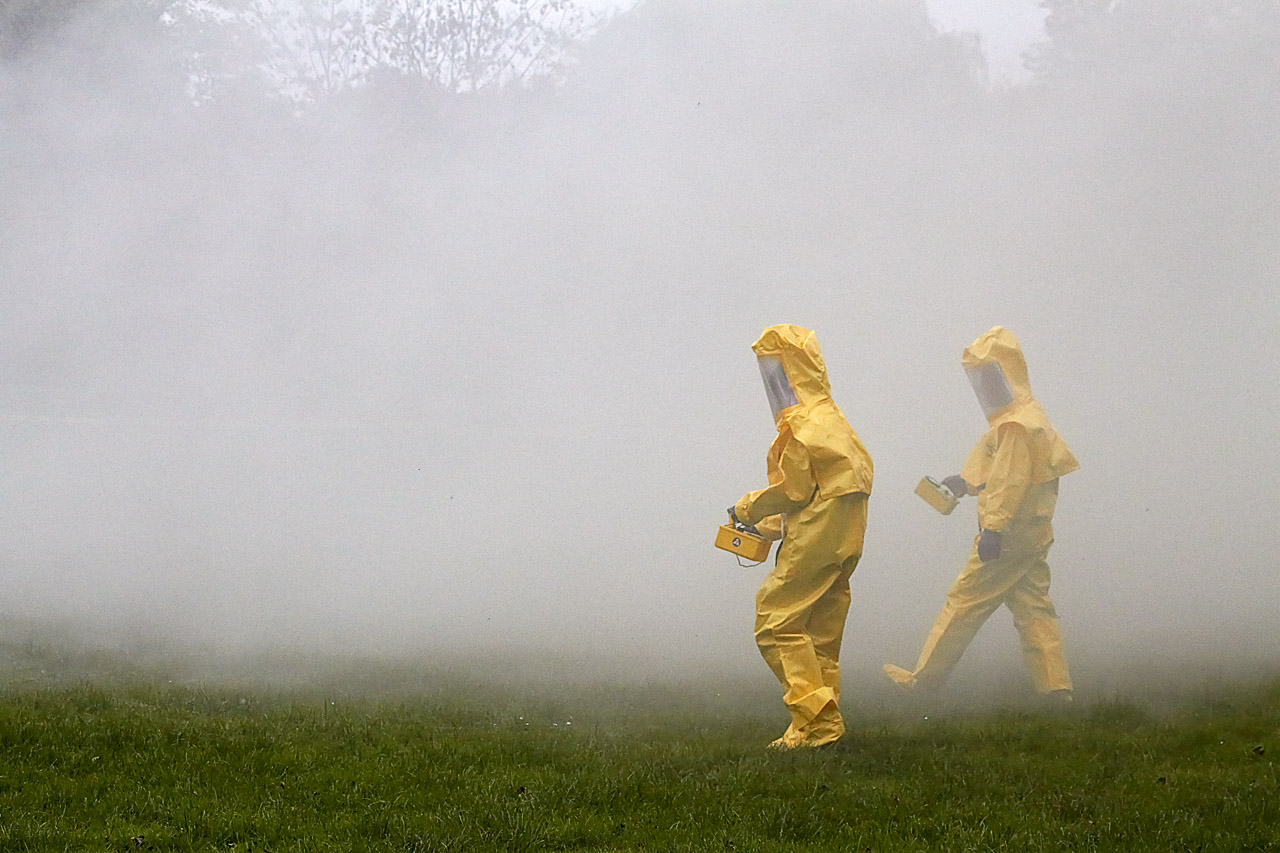
Conjunto de arte crítica em Halle / Saale, Alemanha, apresentando "Queimadura de radiação: um monumento temporário à segurança pública", 15 de outubro de 2010.

O Critical Art Ensemble (CAE) é um coletivo americano formado em 1987 e composto de cinco praticantes de mídia tática, de várias especialidades, incluindo computação gráfica e webdesign, filme/vídeo, fotografia, arte textual e performances. 

## Missão
O foco do CAE tem sido a exploração das interseções entre arte, teoria crítica, tecnologia e ativismo político. Os membros originais são Steve Barneys, Dorian Burr, Steve Kurtz, Hope Kurtz (falecida) e Beverly Schlee. Entre seus projetos estão: 
- The Electronic Disturbance (1997)
- Electronic Civil Disobedience & Other Unpopular Ideas (1998)
- Flesh Machine; Cyborgs, Designer Babies, Eugenic Consciousness (1998)
- Digital Resistance: Explorations in Tactical Media (2001)
- Molecular Invasion (2002)
- Marching Plague (2006).

Estas obras são disponibilizadas de forma gratuita no site do grupo, na versão original em inglês.